# Marcos Ilabaca
Marcos Artemio Ilabaca Cerda (Santiago, 5 de octubre de 1970) es un abogado, contador y político chileno, miembro del Partido Socialista (PS). Desde marzo de 2018 ejerce como diputado por el distrito 24.

## Biografía
Nació el 5 de octubre de 1970 en Santiago de Chile. Es hijo de Artemio Segundo Ilabaca Valenzuela y de Genoveva del Carmen Cerda Canales. Está casado con Marisol Lovera Muñoz y tiene 3 hijos. 
Estudió derecho en la Universidad Austral de Chile y es contador del Instituto Superior de Comercio. Además, realizó un Magíster en Gerencia y Políticas Públicas en la Universidad Adolfo Ibáñez.

### Carrera política
Militante del Partido Socialista de Chile,  se desempeña como presidente regional de la Región de Los Ríos.
Fue concejal por la comuna de Valdivia en los períodos 2004-2008, 2008-2012 y 2012-2016. En las elecciones municipales de 2004, obtuvo 6.347 votos equivalentes al 11,73% de los sufragios. Cuatro años más tarde, en las elecciones municipales de 2008  logró 4.730 votos, equivalentes al 8,61%. En las elecciones municipales de 2012, obtuvo 3.977 votos que equivalen al 27,93%.
En las elecciones municipales de 2016 fue candidato a alcalde por Valdivia, sin resultar electo, obteniendo 17.058 votos equivalentes al 43.73% de los votos totales.
En las elecciones parlamentarias de 2017 fue elegido diputado por el Partido Socialista de Chile, representando al 24º Distrito, que comprende las comunas de Corral, Futrono, La Unión, Lago Ranco, Lanco, Los Lagos, Máfil, Mariquina, Paillaco, Panguipulli, Rio Bueno, Valdivia, Región de Los Ríos, período 2018-2022. Obtuvo 15.739 votos correspondientes a un 10,13% del total de sufragios válidamente emitidos.
Integra las comisiones permanentes de Obras Públicas, Transportes y Telecomunicaciones; y de Deportes y Recreación. Asimismo, es miembro de la Comisión Especial Investigadora "Programas de Gobierno calificados como de desempeño insuficiente, y las razones de este resultado".
Fue el principal impulsor de los retiros del 10% de las AFP, medida supuestamente adoptada ante la tardía ayuda entregada a la población durante la pandemia de Covid-19 de parte del gobierno de Sebastián Piñera.
De acuerdo a los datos del Banco Central de Chile, los retiros del 10% han provocado casi el 50% de la inflación que afecta al país, esto de acuerdo a los IPoM, presentados por el mismo organismo.

## Historial electoral

### Elecciones municipales de 2004
- Elecciones municipales de 2004, para el Concejo Municipal de Valdivia.[3]

### Primarias municipales de la Nueva Mayoría de 2016
- Primarias municipales de la Nueva Mayoría de 2016, para candidato a la alcaldía de Valdivia.

### Elecciones municipales de 2016
- Elecciones municipales de 2016, para la alcaldía de Valdivia.

### Elecciones parlamentarias de 2017
- Elecciones parlamentarias de 2017 a Diputado por el distrito 24 (Corral, Futrono, La Unión, Lago Ranco, Los Lagos, Máfil, Mariquina, Paillaco, Panguipulli, Río Bueno y Valdivia)[4]

### Elecciones parlamentarias de 2021
- Elecciones parlamentarias de 2021 a Diputado por el distrito 24 (Corral, Futrono, La Unión, Lago Ranco, Los Lagos, Máfil, Mariquina, Paillaco, Panguipulli, Río Bueno y Valdivia).[5]